# Миливој Дукић
Миливој Дукић (Цетиње, 26. март 1993) црногорски је једриличар. Три пута је учествовао на Олимпијским играма.
Као млад прво је тренирао ватерполо, али се касније посветио једрењу.